# Lemons
Lemons è il secondo album in studio del cantautore statunitense Ty Segall, pubblicato nel 2009.

## Tracce
1. It #1 – 2:32
2. Standing at the Station – 2:07
3. In Your Car – 1:50
4. Lovely One – 2:38
5. Can't Talk – 2:12
6. Cents – 2:08
7. Untitled #2 – :53
8. Rusted Dust – 2:40
9. Die Tonite – 2:18
10. Johnny – 1:24
11. Drop Out Boogie – 1:58
12. Like You – 1:58